# تيم كيلي (متزحلق جبال الألب)
تيم كيلي (بالإنجليزية: Tim Kelley)‏ هو متزحلق جبال الألب أمريكي، ولد في 20 مايو 1986 في برلينغتون في الولايات المتحدة.

## وصلات خارجية
- تيم كيلي على موقع الاتحاد الدولي للتزلج (التزلج على المنحدرات الثلجية) (الإنجليزية)